# Бедеро-Валькувия
Бедеро-Валькувия (итал. Bedero Valcuvia) — коммуна в Италии, располагается в провинции Варесе области Ломбардия.
Население составляет 602 человека (2008 г.), плотность населения составляет 301 чел./км². Занимает площадь 2 км². Почтовый индекс — 21039. Телефонный код — 0332.
Покровителем коммуны почитается святой Иларий Пиктавийский, празднование 13 января.

## Демография
Динамика населения:

## Администрация коммуны
- Официальный сайт: Bedero Valcuvia